# کوتوله‌بیدواران

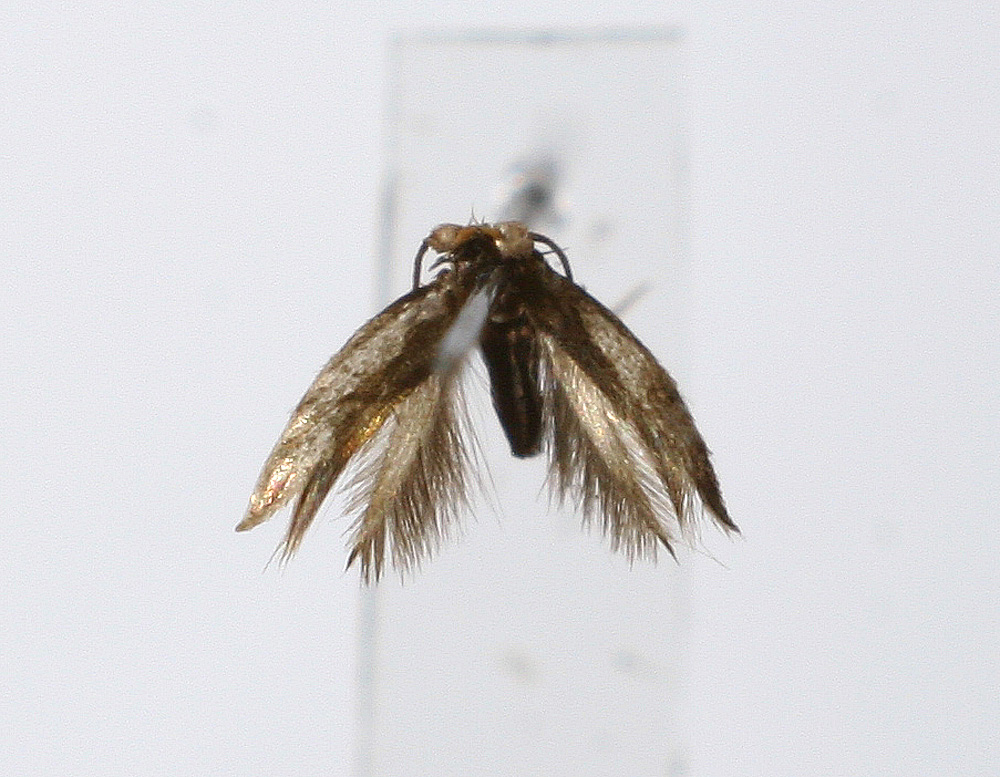
کوتوله بیدوران درحال جفت گیری

کوتوله‌بیدواران (نام علمی: Nepticuloidea) نام یک بالاخانواده از زیرراسته ناهم‌رگه‌ها است.